# Distribución de tiempos de residencia
La distribución de tiempos de residencia (RTD) de un reactor químico en un fluido, es una distribución de probabilidad que describe la cantidad de tiempo que un elemento diferencial de un fluido puede pasar dentro de un reactor. Los ingenieros químicos usan el RTD para caracterizar el mezclado y flujo dentro de un reactor y así comparar su conducta con sus modelos teóricos ideales correspondientes. Esto es útil, no solo en la solución de problemas y detección de corto-circuitos en reactores existentes, también es útil para estimar la eficiencias de las reacciones involucradas y en el diseño de futuros reactores.
El concepto fue propuesto por MacMullin y Weber en 1935, pero no fue usado intensivamente hasta que P.V. Danckwerts analizó un número importante de RTDs en 1953.

## Teoría

Curva RTD para un reactor bien mezclado

Está basada en 3 suposiciones principales:
- Sistema en estado estacionario.

- Transporte en la entrada y salida tiene lugar solo por advección.

- El fluido es incompresible.

La última suposición no es requerida pero un fluido compresible es más difícil de modelar y manipular, además de ser menos común en procesos industriales. Se requiere un nivel de complejidad superior para modelar reactores heterogéneos donde el RTD describe el flujo de cada fase, por ejemplo en los sistemas de borboteo.
La función de distribución de tiempos de residencia es representada por una distribución de edad de salida, {\displaystyle E(t)}. La función {\displaystyle E(t)} está normalizada y se define matemáticamente:
{\displaystyle \int _{0}^{\infty }E(t)\,dt=1.}
La fracción del fluido que tiene una duración de tiempo {\displaystyle t} dentro del reactor, está dada por el valor de 
{\displaystyle E(t)dt}.
La fracción del fluido que deja el reactor con una edad inferior a {\displaystyle t_{1}} es
{\displaystyle \int _{0}^{t_{1}}E(t)\,dt.}
La fracción del fluido que deja el reactor con una edad mayor que {\displaystyle t_{1}} es
{\displaystyle \int _{t_{1}}^{\infty }E(t)\,dt=1-\int _{0}^{t_{1}}E(t)\,dt.}
El tiempo de residencia promedio se calcula con una ecuación de momentos:
{\displaystyle {\bar {t}}=\int _{0}^{\infty }t\cdot E(t)\,dt.}
Si no hay zonas muertas o estancamientos dentro del reactor, entonces {\displaystyle {\bar {t}}} será igual al tiempo de residencia teórico {\displaystyle \tau }, este se define como la relación entre el volumen del reactor y el flujo volumétrico de entrada del fluido:
{\displaystyle \tau ={\frac {V}{v}}.}
Ecuaciones de momentos de grado superior pueden proveer información sobre la conducta de la función {\displaystyle E(t)}. Por ejemplo, el segundo momento central indica la varianza {\displaystyle (\sigma ^{2})}, El grado de dispersión comparado con la media.
{\displaystyle \sigma ^{2}=\int _{0}^{\infty }(t-{\bar {t}})^{2}\cdot E(t)\,dt}
El tercer momento central indica el grado de asimetría de la distribución {\displaystyle E(t)} y el cuarto momento central indica el grado de curtosis presente.
Se puede definir una distribución integral de edad {\displaystyle I(t)} que describe el contenido del reactor. Su definición es un tanto similar a {\displaystyle E(t)}: la fracción de fluido dentro del reactor con una edad {\displaystyle t} es {\displaystyle I(t)dt}. Demostrado por Danckwerts, la relación entre {\displaystyle E(t)} y {\displaystyle I(t)} puede ser encontrada mediante un balance de masa:
{\displaystyle I(t)={\frac {1}{\tau }}\left(1-\int _{0}^{t}E(t)\ dt\right)\qquad E(t)=-\tau {\frac {dI(t)}{dt}}}

## Determinación experimental del RDT
El RTD es medido introduciendo un trazador no reactivo dentro del sistema a la entrada. la concentración del trazador cambia acorde a una función conocida y su respuesta se encuentra mediante la medición de la concentración del trazador a la salida. El trazador electo no debe modificar las propiedades físicas del fluido (densidad, viscosidad) y la introducción del trazador no debe modificar las condiciones hidrodinámicas.
En general, el cambio en la concentración del trazador será entre una función pulso o una función escalón. Es posible usar otras funciones pero se requieren más cálculos para deconvolucionar la curva RTD, E(t).

### Experimento en pulso
El método requiere la introducción de un volumen muy pequeño del trazador muy concentrado al interior del reactor, tal que su función se aproxime a la función Dirac delta. Debido a que una función infinitamente corta no puede ser producida, esta suele ser producida de tal modo que sea mucho más pequeña que el tiempo de residencia del recipiente. Si una masa del trazador, M, es introducida dentro del recipiente de volumen V y un tiempo de residencia esperado {\displaystyle \tau }, la curva resultante de {\displaystyle C(t)} puede ser transformada en una curva de tiempo de residencia adimensional mediante la siguiente relación:
{\displaystyle E(t)={\frac {C(t)}{\int _{0}^{\infty }C(t)\ dt}}}

### Experimento en escalón
En un experimento en escalón la concentración del trazador a la entrada cambia abrupta-mente en un tiempo dado t desde 0 a {\displaystyle C_{0}}. La concentración del trazador a la salida se mide y normaliza a la concentración {\displaystyle C_{0}} para obtener la curva no-dimensional F(t) cuyos valores rondan entre 0 a 1:
{\displaystyle F(t)={\frac {C(t)}{C_{0}}}.}
Las respuestas de salida de la función escalón y función pulso de un reactor se relacionan matemáticamente:
{\displaystyle F(t)=\int _{0}^{t}E(t)\,dt\qquad E(t)={\frac {dF(t)}{dt}}}
El valor del tiempos de residencia medio y la varianza puede ser deducidos de la función {\displaystyle F(t)}:
{\displaystyle {\overline {t}}=\int _{0}^{\infty }t\cdot E(t)\,dt=\int _{0}^{1}t\,dF(t)=-\int _{0}^{1}t\,d(1-F(t))=\int _{0}^{\infty }(1-F(t))\,dt}
{\displaystyle \sigma ^{2}=\int _{0}^{\infty }(t-{\overline {t}})^{2}\cdot E(t)\,dt=\int _{0}^{1}(t-{\overline {t}})^{2}\,dF(t)=\int _{0}^{1}t^{2}\,dF(t)-{\overline {t}}^{2}=2\int _{0}^{\infty }t(1-F(t))\,dt-{\overline {t}}^{2}}
Un experimento en escalón frecuentemente es más sencillo de realizar que un experimento en pulso, pero tiende a difuminar algunos de los detalles que una respuesta en pulso suele mostrar. Es fácil integrar numéricamente un experimento en pulso y suele obtenerse un estimado de alta calidad, lo contrario ocurre si se quiere obtener una función inversa mediante diferenciación debido a que cualquier ruido en la medición de la concentración se amplifica por la diferenciación numérica.